# François Desagnat
Pour les articles homonymes, voir Desagnat.
François Desagnat est un réalisateur français, né le 9 mars 1973.

## Biographie

### Origines familiales
François Desagnat est le deuxième des trois fils de la monteuse Janette Kronegger et du réalisateur et scénariste Jean-Pierre Desagnat, le petit-fils de l'actrice Francia Séguy, le frère de l'acteur et scénariste Vincent Desagnat (trublion de l’équipe du Morning Live sur M6 entre 2000 et 2003) et du producteur et assistant réalisateur Olivier Desagnat.

### Carrière
François Desagnat réalise le premier film de l'ancienne équipe du Morning Live La Beuze, un film qui s’est fait remarquer par plusieurs bidets d’or en 2003 (le pire du cinéma français). Le réalisateur a ensuite réalisé le second long-métrage de l’équipe : Les Onze Commandements en 2004.
En 2008, on le retrouve à la tête du projet 15 ans et demi qui lui permet de diriger l’acteur Daniel Auteuil.

## Filmographie
- 2000 : La Malédiction de la mamie, coréalisé avec Thomas Sorriaux (court-métrage)
- 2003 : La Beuze, coréalisé avec Thomas Sorriaux
- 2003 : Les Onze Commandements, coréalisé avec Thomas Sorriaux
- 2008 : 15 ans et demi, coréalisé avec Thomas Sorriaux
- 2014 : Le Jeu de la vérité
- 2016 : Adopte un veuf
- 2018 : Le Gendre de ma vie
- 2020 : Zaï zaï zaï zaï